# Rudi Lochner
Pour les articles homonymes, voir Lochner.
Rudi Lochner, né le 29 mars 1953 à Berchtesgaden, est un bobeur allemand.

## Carrière
Rudi Lochner participe à deux Jeux olympiques. En 1992 à Albertville, il est médaillé d'argent en bob à deux avec Markus Zimmermann. Aux Jeux olympiques de 1994 à Lillehammer, il termine au pied du podium en bob à deux, toujours avec Zimmermann.

## Palmarès

### Jeux Olympiques
- : médaillé d'argent en bob à 2 aux JO 1992.

### Championnats monde
- : médaillé d'or en bob à 2 aux championnats monde de 1991.